# أوتو أسين
أوتو أسين (بالنرويجية البوكمول: Otto Aasen)‏ هو متزحلق نوردي مزدوج نرويجي، ولد في 1894 في Fåberg ‏ في النرويج، وتوفي في 20 أكتوبر 1983 في ريوكان في النرويج.

## وصلات خارجية
- أوتو أسين على موقع الاتحاد الدولي للتزلج (التزلج الريفي) (الإنجليزية)
- أوتو أسين على موقع الاتحاد الدولي للتزلج (القفز التزلجي) (الإنجليزية)
- أوتو أسين على موقع الاتحاد الدولي للتزلج (التزلج النوردي المزدوج) (الإنجليزية)